# Olympique de Marseille 1976-1977
Questa voce raccoglie le informazioni riguardanti l'Olympique de Marseille nelle competizioni ufficiali della stagione 1976-1977.

## Maglie e sponsor
Lo sponsor tecnico per la stagione 1976-1977 è Adidas, mentre lo sponsor ufficiale è Centre Barneoud.
| Manica sinistra · Manica sinistra · Maglietta · Maglietta · Manica destra · Manica destra · Pantaloncini · Pantaloncini · Calzettoni · Calzettoni |

## Rosa
| N. |                      | Ruolo | Calciatore         |
| -- | -------------------- | ----- | ------------------ |
|    | Francia (bandiera)   | P     | René Charrier      |
|    | Francia (bandiera)   | P     | Gérard Migeon      |
|    | Francia (bandiera)   | D     | Gérard Bacconnier  |
|    | Francia (bandiera)   | D     | Michel Baulier     |
|    | Francia (bandiera)   | D     | Alain Bouze        |
|    | Francia (bandiera)   | D     | François Bracci    |
|    | Francia (bandiera)   | D     | Roland Gransart    |
|    | Francia (bandiera)   | D     | Marius Trésor      |
|    | Francia (bandiera)   | D     | Jean-Pierre Truqui |
|    | Francia (bandiera)   | D     | Victor Zvunka      |
|    | Francia (bandiera)   | C     | Michel Albaladéjo  |
|    | Argentina (bandiera) | C     | Norberto Alonso    |

| N. |                       | Ruolo | Calciatore          |
| -- | --------------------- | ----- | ------------------- |
|    | Francia (bandiera)    | C     | Georges Bereta      |
|    | Francia (bandiera)    | C     | Robert Buigues      |
|    | Francia (bandiera)    | C     | Lionel Chanchelier  |
|    | Francia (bandiera)    | C     | Jean Fernandez      |
|    | Francia (bandiera)    | C     | Jean-Marc Martinez  |
|    | Francia (bandiera)    | A     | Albert Emon         |
|    | Francia (bandiera)    | A     | Hervé Flores        |
|    | Francia (bandiera)    | A     | William Lutenbacher |
|    | Argentina (bandiera)  | A     | Raúl Nogués         |
|    | Argentina (bandiera)  | A     | Héctor Yazalde      |
|    | Jugoslavia (bandiera) | A     | Nebojša Zlatarić    |

## Risultati

### Coppa di Francia
| Trentaduesimi di finale | Montpellier | 2 – 1 | Olympique Marsiglia |  |

### Coppa delle Coppe
| Arbitro: | Urrestazu |

|                                                |           |  |
| Waldron 30’ Channon 33’, 70’ (rig.) Osgood 35’ | Marcatori |  |

| Arbitro: | Aldinger |

|                     |           |           |
| Nogués 66’ Emon 80’ | Marcatori | 66’ Peach |